# Tetractys

Afbeelding 1: Tetractys.

De tetractys is een symbool uit de oudheid, dat aan de basis ligt van Pythagoras' (ca. 572 - ca. 500) filosofie in de door hem gestichte school. Het zou zijn uitgevonden door Pythagoras zelf en wordt gevormd door tien punten die een driehoek vormen (zie afbeelding 1). De basis is één punt, gevolgd door twee, drie en vier punten. Die waren voor de pythagoreeërs belangrijk. Eén is de punt, twee de lijn, drie het vlak en vier het meest eenvoudige lichaam. Van deze getallen leidde men tevens de octaaf (2:1), de vijfde (3:2) en de vierde (4:3) van af. Als één, twee, drie en vier bij elkaar worden opgeteld, dan krijgt men weer tien. Pythagoras beschouwde dit als het perfecte getal, terwijl de tetractys een goddelijke entiteit was.

## Pythagorisme
Hoewel inhoudelijk niet veel bekend is van de filosofie van de besloten pythagoreïsche gemeenschap, blijkt de relevantie van de tetractys wel uit een paar uitspraken. In Jamblichus' beschrijving van Pythagoras' leven en dat van zijn volgelingen noemt de neoplatonist de tetractys een paar keer. In hoofdstuk 81 vermeldt hij dat men twee soorten filosofiebeoefening en daarmee twee soorten filosofen onderscheidde, namelijk akousmatici en mathematici. De eersten waren de mindere, maar hun filosofie bestond uit uitspraken (akousmata) van drie types: sommige geven aan wat iets is, sommige geven aan wat iets in zo hoog mogelijke mate is en sommige geven aan wat men moet doen of laten. Een voorbeeld van de eerste groep is: 'Wat is het orakel van Delphi?' Het antwoord is: 'De tetractys' (82). Porphyrius noemt de tetractys in zijn biografie van Pythagoras een geheim begrip, subtiel en verbonden met veel natuureffecten, waarmee de pythagoreeërs al hun argumenten bekrachtigden.

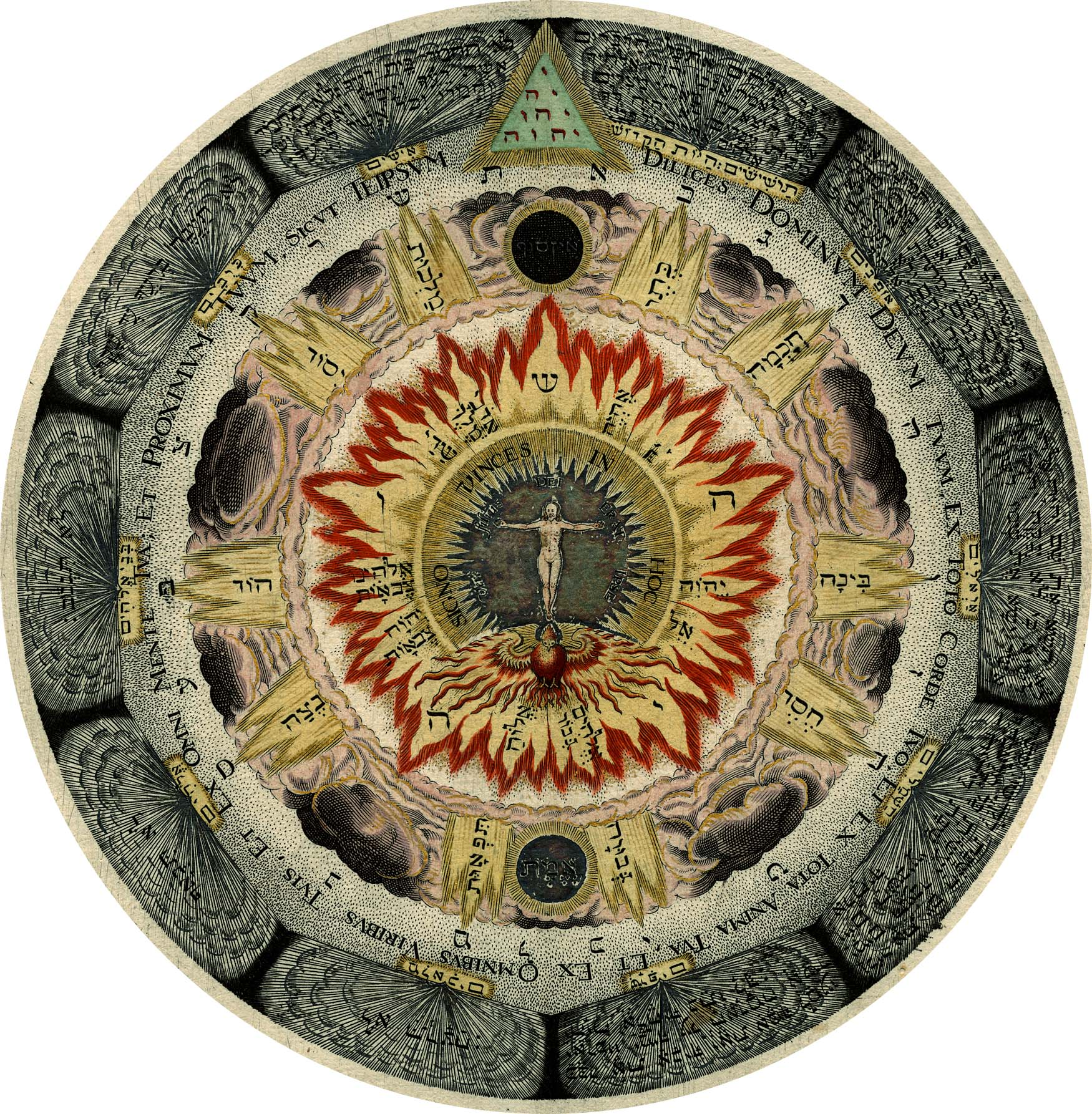
Afbeelding 2: Illustratie uit Kunraths Amphitheatrum sapientiae aeternae, 1595, met bovenin de tetractys.

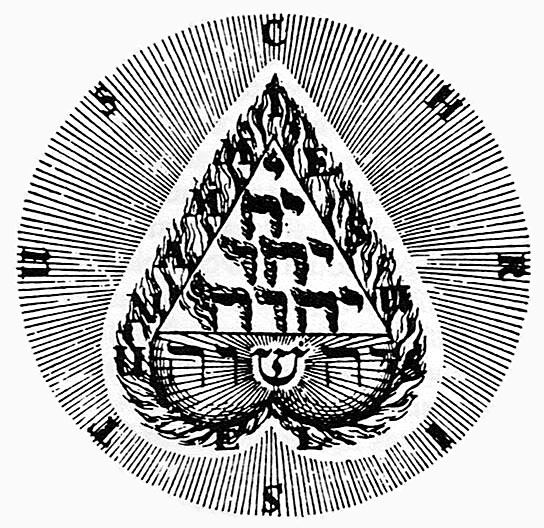
Afbeelding 3: Symbool van de zeventiende-eeuwse mysticus Jakob Boehme.

## Laat klassieke oudheid
Later in de klassieke oudheid zouden andere denkers, vooral numerologen en wiskundigen, aandacht aan de tetractys besteden, zoals Hierokles, Nicomachus (ca. 60 - ca. 120), Anatolios en ook de neoplatonist Theon. Deze leefde rond het jaar 100 en onderscheidde tien, in zijn ogen een perfect getal, verschillende tetracteis, die hij beschouwde als sets die bestaan uit vier elementen.
1. Getallen: 1, 2, 3, 4.
2. Grootheden: punt, lijn, oppervlak of driehoek en lichaam of ruimtelijke figuur.
3. Eenvoudige lichamen: aarde, water, lucht en vuur.
4. Eenvoudige figuren: bijvoorbeeld de piramide.
5. Levende dingen: zaad, groeit.
6. Samenlevingen: mens, dorp, stad, natie.
7. Faculteiten: rede, kennis, mening, waarneming.
8. Lichaamsdelen: lichaam en drie delen van de ziel.
9. Seizoenen: lente, zomer, herfst en winter.
10. Leeftijd: zuigeling, kind, volwassene, bejaarde.

Theon merkte op dat de oorspronkelijke tetractys verkregen werd door de delen op te tellen. De tweede wordt echter verkregen door middel van vermenigvuldiging. Met dergelijke denkstappen kan hij bij vermenigvuldiging zowel even als oneven getallen gebruiken. Hij bestudeerde in dit verband de platonische lichamen.
| viervlak tetraëder | kubus hexaëder, zes vlakken | octaëder acht vlakken | dodecaëder twaalf vlakken | icosaëder twintig vlakken |
|                    |                             |                       |                           |                           |

## Vroegmoderne tijd
Veel later, in de vroegmoderne tijd, was de tetractys ook object van studie en contemplatie. In deze periode groeide de belangstelling voor en bestudering van esoterische teksten namelijk aanzienlijk. Johannes Reuchlin (1455 - 1522) gaf er in zijn Liber de verbo mirifico een nieuwe draai aan door de tetractys te verbinden met de tetragrammaton, JHWH. Dit vond navolging bij Heinrich Kunrath (zie afbeelding 2) en Jacob Boehme (afbeelding 3).